# Heterusia subangulata
Heterusia subangulata là một loài bướm đêm trong họ Geometridae.